# کوچ‌نشین‌ها (فیلم ۱۹۶۰)
کوچ‌نشین‌ها (انگلیسی: The Sundowners) فیلمی به کارگردانی فرد زینمان است که در سال ۱۹۶۰ منتشر شده‌است.
رابرت میچام، دبورا کر، پیتر اوستینوف، گلینیس جونز و دینا مریل از جمله بازیگران این فیلم بوده‌اند.
کوچ نشین ها در سی و سومین دوره جوایز اسکار ، نامزد بهترین بازیگر نقش اول زن (دبورا کر) ، بهترین بازیگر نقش مکمل زن (گلیس جانز) ، بهترین کارگردانی ، بهترین فیلم و بهترین فیلمنامه اقتباسی شد.